# Fritz Uttmark
Fritz Emmerick Uttmark, född 4 september 1871 i Göteborg, död 7 december 1930 i Manhattan, New York, var en svenskamerikansk sjökapten och navigationsskolelärare.
Fritz Uttmark var son till affärsmannen Johan Fritz Alexander Nilsson-Uttmark och Emma Malvina Tobin. Han gick i Schillers privata skola i Göteborg men måste lämna den då fadern råkade på obestånd 1884. Han arbetade sedan en tid i affär men gick snart till sjöss. 1890 blev Uttmark elev vid Navigationsskolan i Göteborg och tog 1891 sin examen. Han seglade sedan som befäl på olika fartyg. Flera år vistades han i kinesiska farvatten, i kustfart och på floderna. Senare blev han chef för en marinbyrå i Kina med säte i Hankou och fick i uppdrag att organisera en transportlinje till vissa betydelsefulla kinesiska gruvor. Uttmark avlade brittisk sjökaptensexamen 1903 i Hongkong och slog sig 1911 ned i New York, där han inköpte en nautisk skola, grundad 1804, omdöpt till Uttmark's Nautical Academy, där han bedrev undervisning i navigation. Uttmark var ägare och utgivare av Uttmark's Nautical News samt utgav Uttmark's Guide to Examination for Masters and Mates och 'A New System of Navigation and Nautical Astronomy.